# دون هويل
دون هويل (بالإنجليزية: Don Howell)‏ هو لاعب كرة قدم أسترالية أسترالي، ولد في 15 يوليو 1935.

## وصلات خارجية
- دون هويل على موقع AustralianFootball.com (الإنجليزية)
- دون هويل على موقع AFLtables.com (الإنجليزية)